# Józef Bujak
Józef Bujak (* 31. Oktober 1898 in Zakopane; † 22. April 1949 ebenda) war ein polnischer Skisportler. Er wurde dreimal polnischer Meister im Skilanglauf sowie einmal im Slalom. Mit der Zeit spezialisierte er sich jedoch ausschließlich auf den Langlauf.

## Werdegang
Bujak begann seine Skikarriere im Jahre 1913, welche jedoch zunächst im Hintergrund seiner militärischen Laufbahn stand. Im Ersten Weltkrieg kämpfte Bujak an der russischen und italienischen Front, wo er schwer verwundet wurde. Nach der Errichtung eines unabhängigen polnischen Staates trat Bujak der polnischen Armee bei und diente als Unteroffizier. Beim Polnisch-Sowjetischen Krieg verletzte er sich erneut.
Im Jahr 1920 wurde Bujak der erste polnische Meister im Slalom. Bei den Skimeisterschaften in Zakopane wurde er darüber hinaus sowohl Vierter im 18-km-Skilanglauf als auch im Skispringen. Auch wenn er 1926 die Bronzemedaille bei den Meisterschaften im Spezialsprunglauf hinter Andrzej Krzeptowski und Henryk Mückenbrunn gewann, konzentrierte er sich auf den Skilanglauf. 1925 nahm Bujak erstmals an den Nordischen Skiweltmeisterschaften in Janské Lázně teil, wo er den 24. Platz im 50-km-Dauerlauf erreichte. Bei den Olympischen Winterspielen 1928 belegte er mit einer Zeit von 5:44:19 Stunden den 19. Platz im 50-km-Skimarathon sowie den 18. Rang im 18-km-Langlauf. Obwohl er für die  Skiweltmeisterschaften 1929 im heimischen Zakopane nominiert wurde, durfte er aufgrund des Verdachtes auf Gelbsucht nicht an den Start gehen.
Bujak wurde 1925 und 1926 als Gewinner der Przegląd-Sportowy-Wertung für den besten Skisportler ausgezeichnet.

## Persönliches
Józef ist Bruder des Olympiateilnehmers Franciszek. Nach seinem Tod 1949 wurde Bujak auf dem Neuen Friedhof in Zakopane begraben.

## Resultate

### Olympische Winterspiele
- 1928 St. Moritz: 18. Platz im 18-km-Langlauf, 19. im 50-km-Langlauf

### Weltmeisterschaften
- 1925 Janské Lázně: 24. Platz im 50-km-Langlauf
- 1929 Zakopane: DNS im 18-km-Langlauf, DNS im 50-km-Langlauf